# Alexandr Ramm
Alexandr Ramm (rusky Александр Рамм, anglicky Alexander Ramm; * 9. května 1988 Vladivostok) je ruský violoncellista.

## Životopis
Alexandr Ramm se narodil v roce 1988 v ruském Vladivostoku, v roce 1994 se s rodinou přestěhoval do Kaliningradu. V roce 2007 ukončil odborné učiliště Frédérica Chopina v Moskvě. V roce 2012 ukončil Moskevskou státní konzervatoř P. I. Čajkovského.
V roce 2015 získal druhou cenu na XV. Mezinárodní soutěži Petra Iljiče Čajkovského v Moskvě a cenu Mezinárodní soutěže violoncellistů Paulo Cello Competition.
Od roku 2016 je sólistou Petrohradského Domu hudby. Jako sólový violoncellista vystoupil s více než 20 orchestry v mnoha zemích na 3 kontinentech: v Rusku, Litvě, Švédsku, Rakousku, Finsku, Jižní Africe, Japonsku, Francii a Bulharsku. Nedílnou součástí jeho kariéry jsou recitály v Brucknerově domě v Linci, v amsterdamském Concertgebouw, v Koncertní síni Mariinského divadla a v Koncertní síni Čajkovského v Moskvě.
Spolupracuje s dirigenty jako Michail Jurovskij, Vladimír Jurovskij, Vladimír Spivakov, Valerij Gergijev, Alexandr Sladkovskij nebo Vladimír Fedosejev.

## Violoncello
Své violoncello mu věnoval italský mistr Gabriele Jebran Yakoub.

## Ocenění
- laureát XV. Mezinárodní soutěže P. I. Čajkovského v Moskvě[1]
- laureát Mezinárodní soutěže violoncellistů Paulo Cello Competition[1]